# جينيفر كرايغ
جينيفر كرايغ (بالإنجليزية: Jennifer Craig)‏ (1934)؛ روائية كندية.